# 蘇丹主義
在政治学中，蘇丹主義是指威權政府的統治者在統治的方方面面都實行極端個人主義，但不一定會干預經濟或社會生活。

蘇丹主義一詞源自蘇丹（英文：sultan），這是在穆斯林社會中用來指代世俗君主或國王的頭銜，通常與宗教頭銜哈里發對照。在現代學術用法中，蘇丹主義不僅限於穆斯林或中东社會。1996年，胡安·林茲和阿爾弗雷德·斯特潘列出了蘇丹主義最明顯的例子，如「杜瓦利埃家族統治下的海地、拉斐尔·特鲁希略統治下的多明尼加、博卡薩統治下的中非共和國、费迪南德·马科斯統治下的菲律宾、尼古拉·齐奥塞斯库統治下的羅馬尼亞，以及金日成統治下的朝鲜民主主义人民共和国」。根據林茲和斯特潘的說法：
「蘇丹主義政權的基本現實是，所有個人、團體和機構永遠處於蘇丹不可預測的，專制的干預之下，因此任何多元主義都是不穩定的。」

在蘇丹主義中，蘇丹可能會實行某種意識形態，但他本身不受任何規則或意識形態的約束，即使是他自己的意識形態。蘇丹還可能使用各種力量來行使他的個人意願，例如像马克斯·韦伯在《经济与社会》中所述的準軍事組織或幫派：
「在極端情況下，當傳統統治發展出純粹是主人工具的管理和軍事力量時，就可能出現蘇丹主義。[...]當統治主要基於自由裁量權運作時，它將被稱為蘇丹主義。[...]然而，非傳統元素並非以非個人化的術語來合理化，而僅僅表現為統治者自行決斷權的極端發展。這正是它區別於各種理性權威的地方。」

## 延伸閱讀
- Eke, Steven M.; Taras Kuzio. . Europe-Asia Studies（英语：Europe-Asia Studies）. May 2000, 52 (3): 523–547. S2CID 153583106. doi:10.1080/713663061.
- Guliyev, Farid (2005). "Post-Soviet Azerbaijan: Transition to Sultanistic Semiauthoritarianism? An Attempt at Conceptualization". Demokratizatsiya: The Journal of Post-Soviet Democratization 13 (3): 393–435.